# Asclepias cryptoceras
Asclepias cryptoceras ist eine Pflanzenart aus der Gattung Seidenpflanzen (Asclepias) in der Unterfamilie der Seidenpflanzengewächse (Asclepiadoideae). Sie ist im westlichen Nordamerika verbreitet.

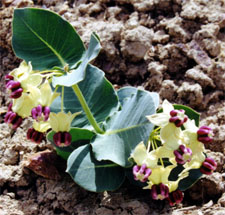
Asclepias cryptoceras

## Beschreibung

### Vegetative Merkmale
Asclepias cryptoceras ist ein ausdauernde, krautige Pflanze. Die niederliegenden bis liegenden, einfachen oder direkt an der Basis verzweigten Stängel sind etwas versteift, abgeflacht, werden 10 bis 30 cm lang und sind im Wesentlichen kahl. Die Laubblätter sind gegenständig am Stängel angeordnet. Die Blattstiele sind meist kaum ausgebildet, können aber auch bis etwa 5 mm lang sein. Die einfache Blattspreite sind mit einer Länge von 4 bis 9 cm und einer Breite von 4 bis 8 cm breiteiförmig oder annähernd rund mit einer breit gerundeten oder leicht herzförmigen Basis und einer gerundeten oder breit stumpfen Spitze. Sie sind kahl, graugrün gefärbt und mit einem wachsartigen Überzug versehen, der leicht abgerubbelt werden kann.

### Generative Merkmale
Die endständigen oder auch seitlich an den obersten Knoten (Nodien) über einem kaum ausgebildeten oder bis zu etwa 7 cm langen Blütenstandsschaft stehenden, doldigen Blütenstände enthalten wenige bis mehrere Blüten. Die Blütenstiele sind schlank, kahl und bis 4 cm lang.
Die relativ große Blüte ist zwittrig, radiärsymmetrisch und fünfzählig. Die fünf Kelchblätter sind mit einer Länge von 6 bis 7 mm schmal lanzettförmig. Die fünf Kronblätter biegen sich weit zurück und sind von grünlicher bis gelblicher Farbe. Die Kronzipfel sind 1 bis 1,5 cm lang. Es sind fünf Staubblätter vorhanden. Das Gynostegium ist ungestielt und purpurfarben gefärbt. Die Nebenkronenzipfel sind tief ausgehöhlt und weisen zwei deutliche Spitzen auf. Sie sind 6 bis 9 mm lang und damit etwa gleich lang wie der Griffel oder sogar etwas länger und über die gesamte Länge des Griffels fest angeheftet. Der Griffel besitzt eine Länge von 3 bis 3,5 mm und einen Durchmesser von 4 bis 5 mm. Die Blütezeit reicht je nach Standort von April bis Juni.
Die außen kahlen Balgfrüchte stehen aufrecht auf aufrechten Stielen. Sie sind mit einer Länge von 4 bis 7 cm sowie einem Durchmesser von 1,5 bis 2,5 cm breit spindelförmig und mit einer kurzen Spitze versehen. Die Samen sind mit einer Länge von etwa 1 cm breit eiförmig und besitzen einen hellbraunen, 1,5 bis 2,5 cm langen Haarschopf.

## Vorkommen
Asclepias cryptoceras ist im westlichen Nordamerika verbreitet. Sie kommt vor in den US-Bundesstaaten Arizona, Colorado, Nevada, Utah, Wyoming, Oregon, Idaho und Kalifornien. Sie kommt in Höhenlagen zwischen 1400 und 1700 Meter vor. Sie wächst dort in höheren wüstenartigen Gebieten (Höhenlagen um 1500 Meter) und im Chaparral.

## Systematik
Die Erstbeschreibung von Asclepias cryptoceras erfolgte 1871 durch Sereno Watson in Botany, 283, pl. 28, f. 1-4 in Clarence King: United States Geological Exploration of the 40th Parallel, Volume 5. Das Artepitheton cryptoceras leitet sich von den griechischen Wörtern cryptos für versteckt und keras für Horn ab und bezieht sich auf eine hornartige Struktur in der Blüte.
Es werden von Asclepias cryptoceras zwei Unterarten unterschieden:   
- Asclepias cryptoceras S.Watson subsp. cryptoceras: Sie kommt vor in Colorado, Wyoming, Kalifornien, Nevada, Utah und Arizona.[2]
- Asclepias cryptoceras subsp. davisii (Woodson) Woodson: Sie kommt vor in Washington, Oregon, Idaho, Wyoming, Kalifornien und Nevada.[2]